# (9260) Edwardolson
(9260) Edwardolson (1953 TA1) – planetoida z pasa głównego asteroid.

## Odkrycie
Planetoida została odkryta 8 października 1953 roku przez pracowników Uniwersytetu w Indianie (Indiana University) w Stanach Zjednoczonych.

## Orbita
Orbita (9260) Edwardolson nachylona jest do płaszczyzny ekliptyki pod kątem 5,09°. Na jeden obieg wokół Słońca ciało to potrzebuje 3,47 roku, krążąc w średniej odległości 2,29 j.a. od Słońca. Mimośród orbity tej planetoidy to 0,23.

## Właściwości fizyczne
(9260) Edwardolson ma średnicę ok. 4 km. Jego jasność absolutna to 14,7m. Okres obrotu tej planetoidy wokół własnej osi to 3,08 godziny.

## Satelita planetoidy
Na podstawie obserwacji analizy jasności krzywej blasku zidentyfikowano w pobliżu tej asteroidy naturalnego satelitę o średnicy szacowanej na 1 km. Odkrycia tego dokonano w Obserwatorium Ondrejov, o czym poinformowano w październiku 2005 roku. Obydwa składniki układu obiegają wspólny środek masy w czasie ok. 17,785 godziny. (9260) Edwardolson znajduje się w odległości ok. 3,5 km, a jego satelita ok. 7 km od barycentrum. Średnia odległość obydwu składników od siebie to ok. 10 km.
Tymczasowe oznaczenie satelity to S/2005 (9260) 1. Jego średnica wynosi ok. 1 km.